# ژیانگهای
ژیانگهای (به لاتین: Jianghai District) یک سکونتگاه مسکونی در جمهوری خلق چین است که در ژیانگمن واقع شده‌است.